# Amtsbezirk Hainfeld
Der Amtsbezirk Hainfeld war eine Verwaltungseinheit im Mostviertel in Niederösterreich.
Der Amtsbezirk war der Kreisbehörde in St. Pölten unterstellt und besorgte deren Amtsgeschäfte vor Ort. Die Zuständigkeit erstreckte sich neben Hainfeld auf die damaligen Gemeinden Eschenau, Kaumberg, Ramsau, Rohrbach, Traisen, St. Veit an der Gölsen und Kleinzell.
Der Amtsbezirk umfasste dabei 8 Gemeinden mit 9.035 Einwohnern (lt. Zählung von 1851).